# Meielsheim
Die Wüstung Meielsheim war im Mittelalter ein Ort auf dem Gebiet des heutigen Mühlheim am Main. Er gehörte wie seine Nachbarorte der Markgenossenschaft Biebermark an.
Der Ort lag südöstlich des heutigen Mühlheim noch vor Lämmerspiel. Es gab eine Mühle, die Melsmühle. Die älteste erhaltene Erwähnung des Dorfes stammt vom 8. Februar 793 als Meginoluesheim. Der Name Meginolf bezieht sich auf einen altfränkischen Vornamen. Im Mittelalter veränderte sich der Name zu Meielsheim. 1425 wurde Meielsheim das letzte Mal urkundlich erwähnt und 1438/44 im Frankfurter Burgrechtsverzeichnis als „wüst“ bezeichnet. Die Bewohner waren wohl infolge der allgemeinen Agrardepression gezwungen, das Dorf aufzugeben und nach Mühlheim überzusiedeln.